# 今井麻美のSinger Song Gamer
『今井麻美のSinger Song Gamer』（いまいあさみのシンガーソングゲーマー）は、ファミ通.comで2009年から2015年末まで継続されていたWebラジオ。パーソナリティは今井麻美。

## 概要
声優の今井麻美が、歌とゲームをテーマに送るファミ通.com初のウェブラジオ番組。略称は『SSG』（えすえすじー）。

### 配信
- 配信サイト：ファミ通.com公式サイト
- 配信期間：2009年4月4日 – 2015年12月26日（毎週土曜日）
  - 2015年末に最終回を迎えたが配信は2016年3月現在においても継続されていため、視聴は可能である。
- 下記のようにファミ通.com以外のサイトで配信されることもある。
  - 第100回放送は記念番組として、2011年3月11日（金曜日）にUstreamにて生放送配信される予定だったが、当日に発生した東北地方太平洋沖地震のため、日時未定の延期とされた。2011年3月19日配信分については、「延期となった第100回の放送を必ずやるというSSGスタッフ全員の強い意志」として、あえて第101回として放送された。その後、第100回記念放送は2011年8月30日（火曜日）21時30分～22時30分にUstreamにて生放送配信された。
  - 第200回放送は記念番組として、2013年2月23日（土曜日）19時00分～21時00分にニコニコ生放送にて生放送配信された。
- 第101回放送より、iTunes（ポッドキャスト）とYouTubeでの配信も始まっている。これは、震災の影響でパソコンから視聴する環境が限られている視聴者に対する期間限定の臨時措置とされている。なお、前述の第100回生放送の時点では、配信終了の予定はまだ無いと発表された。
- 2015年最後の配信である346回にてファミ通.comのWebラジオとしては最終回を迎えた。2016年からは引き継ぐ形でニコニコ動画で「今井麻美のニコニコSSG」というチャンネルでの動画配信がスタートした[2]。

動画配信
本編は音声のみのラジオ放送だが、公式サイトで5〜10分ほどの動画も配信される。放送前日の金曜日に次回予告として予告動画が配信され、ゲストの紹介や本放送で取り上げるゲームのプレイの様子などを紹介する。その他、サプライズイベントの様子や年始の挨拶など、随時に配信される動画もある。
- 放送初期では「ウソ予告」と題して、今井自身の描いたイラストなどを用いて番組内容とは全く関係のないユニークな予告を行っていた。
- 動画配信についても、ラジオ本編と同様の理由により、第101回放送よりYouTubeでの配信が臨時措置として始まっている。

### 番組コーナー
ふつおた
普通のお便りのコーナー。「ミンゴスだよ、お便りコーナー」と称して集中的にメールを紹介することもあるが、特にコーナーがない場合でもオープニング、エンディングなどでメールを読むこともある。
ギテおた
「ギブアンドテイクふつおた」の略。パーソナリティに聞いてみたいことを、自分が教える情報と交換するコーナー。コーナーとしては独立しておらず、ふつおたと同じ場面で読まれる。
ファミ選!
ファミ通.com編集部から派遣された謎の司令官「みよちゃん」の指令書に従い、真のゲーマーになるために新旧のオススメゲームをプレイするコーナー。ただし、ゲームをプレイした様子が配信されるのは本放送前に更新される映像配信が主で、ラジオ内でのコーナーとしてはゲームの良さやオススメポイントを述べるものとなっている。また、紹介するゲームに関するゲストが来た場合はトークコーナーになる場合もある。
ミュージック・パズル
今井がリスナーの投稿などを元に曲を作っていくコーナー。また、リスナーの自作曲や鼻歌を紹介したり、音楽に関するゲストが来た場合はトークコーナーになる場合もある。
ミュージック・パズルのコーナーで作られた楽曲
- regret
- SPARKLE
- 海と空と君と
- Struggle
- 散花の祈り
- たからもの

10の質問
第34回で初出。ゲストが来た回に行われ、「（ゲスト名）に迫る10の質問」と称してゲストに10の質問をしていく（ただし、文字通りに質問が10件というわけではない）。パーソナリティ自身も質問に答え、ゲストとコミュニケーションを図ろうというコーナー。
目指せ！音楽ディレクター！
第144回で初出。SSGスタッフであるアユミチャンが、音楽ディレクターを目指す工程やCDが作られていく工程を紹介していくコーナー。第250回をもってコーナーは終了となった。
チキチキボーティング
第256回で初出。今井がライブで歌う曲を予想するコーナー。リスナーに歌う曲を予想してもらい、それをライブが開催されるまでランキング形式で紹介していく。
期間限定試聴コーナー
今井の新曲などの発表・発売に先だって、期間限定で楽曲の一部を聞くことができるコーナー。ポッドキャストやYouTubeの配信分には含まれず、アーカイブ版でも当該部分はカットされるため、文字通り、本放送から暫くの間の期間限定で視聴できるコーナーとなっている。

## 出演者

### パーソナリティ
- 今井麻美

代理パーソナリティ
- 2010年12月配信分（第87-90回）は今井が12月25日に行われるソロライブの準備期間として番組を休むため、今井と縁のある人物が代理でパーソナリティーを担当し、一時的に番組タイトルが「○○（代理パーソナリティー名）のSinger Song Gamer」に変更された。
- 第96回（2011年2月12日配信分）では今井もパーソナリティを務める『THE IDOLM@STER STATION!!!』とのコラボレーション企画として、同番組パーソナリティの一人である沼倉愛美がパーソナリティを担当し、番組名も『沼倉愛美のSinger Song Gamer』に変更され、今井はゲストとして出演した。
- 第196回（2013年1月26日配信分）では今井が風邪をひき大事をとって休むため、元々ゲスト予定だった長谷川明子がパーソナリティを担当し、番組名も『長谷川明子のSinger Song Gamer』に変更された。
- 第286回（2014年10月25日配信分）では今井が多忙のため、事務所の後輩である白井悠介と田村奈央が代理パーソナリティを担当し、番組名も『白井悠介と田村奈央のSinger Song Gamer』に変更された。

### 主要スタッフ
本ラジオのスタッフは、放送本編や動画に直接出演することも多い。愛称は、スタッフが交代で書いている公式ブログのスタッフコラムでの表記。
- 謎の司令官みよちゃん

ファミ通.com編集部より派遣されて『ファミ選!』で今井がプレイするゲームを指令する謎の司令官。男性。
- 濱田P

番組のラジオディレクターであり音楽プロデューサー。
- コードネーム：アユミチャン

濱田Pのアシスタント。第144回放送から始まった新コーナー『目指せ！音楽ディレクター！』のレギュラーとして出演する。
- むーたん

予告動画等のカメラマンも務める。スタッフコラムなどでは"雑用担当"を名乗ることもある。

## ゲスト
括弧内の日付は配信開始日。
- 第6、7回（2009年5月9日、5月16日）江城元秀[5]、山﨑剛[6]
- 第9回（2009年5月30日）森利道[7]、近藤佳奈子
- 第10回（2009年6月6日）近藤佳奈子
- 第15、16回（2009年7月11日、7月18日）細山田水紀[8]
- 第17回（2009年7月25日）長谷川明子、伊藤賢治
- 第18回（2009年8月1日）長谷川明子
- 第19、20回（2009年8月8日、8月15日）佐野信義[9]
- 第23回（2009年9月5日）三瓶由布子、田中文啓[10]、梶岡俊彦[11]
- 第24回（2009年9月12日）三瓶由布子
- 第25、26回（2009年9月19日、9月26日）イシイジロウ[12]
- 第27回（2009年10月3日）松原達也[13]、花澤香菜
- 第28回（2009年10月10日）花澤香菜
- 第33、34回（2009年11月14日、11月21日）戸松遥
- 第35、36回（2009年11月28日、12月5日）中村繪里子
- 第37、38回（2009年12月12日、12月19日）彩音、榊原ゆい、nao[14]、IZNA（Velforest.）
- 第39、40回（2009年12月26日、2010年1月9日）エコロジ[15]
- 第41回（2010年1月16日）野村泰彦[16]、後藤麻衣
- 第48回（2010年3月6日）沼倉愛美、原由実[17]、梅田浩二[18]
- 第49回（2010年3月13日）沼倉愛美、原由実
- 第50回（2010年3月20日）加藤英美里、松原達也[19]
- 第51回（2010年3月27日）加藤英美里
- 第52回（2010年4月3日）喜多村英梨[20]
- 第53、54回（2010年4月10日、4月17日）遠藤綾、村田麟太郎[21]
- 第58回（2010年5月15日）長谷川明子[22]
- 第59回（2010年5月22日）喜多村英梨
- 第62回（2010年6月12日）桐岡麻季
- 第63回（2010年6月19日）近藤佳奈子、モリトシミチ[23]
- 第66回（2010年7月10日）馬場しょうへい[24]
- 第67回（2010年7月17日）志倉千代丸
- 第69回（2010年7月31日）榊原ゆい
- 第70回（2010年8月7日）祁答院慎[25]、山本彩乃
- 第71回（2010年8月14日）祁答院慎、山本彩乃、喜多村英梨
- 第72回（2010年8月21日）喜多村英梨
- 第74、75回（2010年9月3日、9月10日）田中理恵
- 第76回（2010年9月17日）小川陽二郎、城崎雅夫[26]
- 第85回（2010年11月20日）森谷里美、伊藤浩二[27]
- 第87回（2010年12月4日）原由実（代理パーソナリティー）
- 第88回（2010年12月11日）池田めぐみ（代理パーソナリティー）
- 第89回（2010年12月18日）志倉千代丸（代理パーソナリティー）
- 第90回（2010年12月25日）中村繪里子（代理パーソナリティー）
- 第96回（2011年2月12日）沼倉愛美（代理パーソナリティ）、今井麻美、原由実
- 第97回（2011年2月19日）沼倉愛美、原由実
- 第98回（2011年2月26日）間島淳司、三森すずこ
- 第99回（2011年3月5日）三森すずこ
- 第105、106回（2011年4月16日、4月23日）長谷川明子
- 第111、112回（2011年5月28日、6月4日）山本彩乃
- 第118回（2011年7月16日）細山田水紀[28]
- 第120回（2011年7月30日）森由里子
- 第123、124回（2011年8月20日、8月27日）山本彩乃、MAKO、祁答院慎
- 第125、126回（2011年9月3日、9月10日）原田ひとみ
- 第132回（2011年10月22日）小坂りゆ
- 第134回（2011年11月5日）長谷川明子
- 第140回（2011年12月17日）アフィリア・サーガ・イーストからアリア、カレン、ミク、ユカフィン
- 第145回（2012年1月28日）バンド+A[29][30]。
- 第146回（2012年2月4日）喜多村英梨（ARTERY VEINとして）
- 第148回（2012年2月18日）ブンケイP（田中文啓）[31]、ラッキー[32]、小此木[33]、おぽね[34]、北口徒歩2分[34]、世界三大三代川[34]、むーたん[34]
- 第149回（2012年2月25日）内村史子、山本希望
- 第151回（2012年3月10日）カズー、天ちゃん
- 第152、153回（2012年3月17日、3月23日）山本彩乃、タカヤナーギ博士[35]
- 第157、158回（2012年4月20日、4月27日）加隈亜衣
- 第159、160回（2012年5月4日、5月11日）五十嵐裕美
- 第166、167回（2012年6月23日、6月30日）南條愛乃
- 第171、172回（2012年7月28日、8月4日）上坂すみれ
- 第174、175回（2012年8月18日、8月25日）原由実
- 第182回（2012年10月13日）長谷川明子
- 第184回（2012年10月27日）沼倉愛美
- 第186回（2012年11月10日）アフィリア・サーガ・イーストからコヒメ
- 第191回（2012年12月15日）宮崎羽衣
- 第192回（2012年12月22日）佐藤利奈、五十嵐裕美
- 第196回（2013年1月26日）長谷川明子（代理パーソナリティー）、原由実
- 第198回（2013年2月9日）佐々木未来、黒崎真音
- 第200回（2013年2月23日）バンド+Aからたまちゃん、天ちゃん
- 第201回（2013年3月1日）水橋かおり
- 第202回（2013年3月8日）森谷里美
- 第208回（2013年4月20日）長谷川明子
- 第212回（2013年5月18日）山本彩乃
- 第217回（2013年6月22日）江城元秀、山﨑剛
- 第221回（2013年7月20日）森利道
- 第222回（2013年7月27日）岩男潤子
- 第230回（2013年9月21日）森谷里美
- 第239回（2013年11月23日）近藤佳奈子、松浦チエ
- 第251回（2014年2月22日）加隈亜衣
- 第258回（2014年4月12日）長谷川明子
- 第259回（2014年4月19日）高木謙一郎
- 第261回（2014年5月3日）大坪由佳
- 第263回（2014年5月17日）たまちゃん
- 第265回（2014年5月31日）アイドリング!!!から外岡えりか
- 第266回（2014年6月7日）沢城千春、一木千洋
- 第273回（2014年7月26日）佳村はるか
- 第275回（2014年8月9日）赤羽根健治
- 第278回（2014年8月30日）土屋つかさ
- 第282回（2014年9月27日）佐藤利奈
- 第286回（2014年10月25日）白井悠介、田村奈央（代理パーソナリティー）
- 第291回（2014年11月29日）吉澤純一
- 第306回（2015年3月21日）池田めぐみ
- 第308回（2015年4月4日）青木瑠璃子
- 第312回（2015年5月2日）加隈亜衣
- 第313回（2015年5月9日）内匠靖明
- 第319回（2015年6月20日）酒井広大、坂本麻美
- 第323回（2015年7月18日）赤羽根健治
- 第324回（2015年7月25日）MiMi[36]
- 第325回（2015年8月1日）内匠靖明、林直孝
- 第326回（2015年8月8日）前田希美
- 第337回（2015年10月24日）上間江望
- 第339回（2015年11月7日）めるたん[37]
- 第341回（2015年11月21日）大空直美
- 第342回（2015年11月28日）小原莉子
- 第344回（2015年12月12日）潘めぐみ

## 公開イベント
- 2010年3月21日 - 「萌え博2010 in 幕張メッセ」にて公開録音が行われ、その模様が第52回として配信された。
- 2010年6月19日、26日 - 「今井麻美のSinger Song Gamer ボーナスステージ」発売記念として大阪と東京でイベントが行われた。26日にエンターブレイン本社内ホール“WinPa”で行われた公開録音の模様が第65回に配信された。
- 2011年2月13日 - 「今井麻美のSinger Song Gamer スーパーボーナスステージ」発売記念として宮城（仙台国際センター中会議室「白橿2」）でイベントが行われた。
- 2011年6月18日、19日 - 「今井麻美のSinger Song Gamer Okinawa Stage」発売記念として東京と大阪でイベントが行われた。
- 2012年3月17日、18日 - 「今井麻美のSinger Song Gamer はこねすてーじ」発売記念として17日にエンターブレイン本社内ホール“WinPa”、18日に東京・虎ノ門のポニーキャニオン1Fイベントスペースでイベントが行われた。
- 2012年10月20日、21日 - 「今井麻美のSSG　アフィリア・サーガステージ」発売記念として20日に東京・虎ノ門のポニーキャニオン1Fイベントスペース、21日にエンターブレイン本社内ホール“WinPa”でイベントが行われた。21日は公開録音が行われ、その模様は第185回として配信された。
- 2013年6月15日、16日 - 「今井麻美のSSG Singer Song Stage」発売記念として15日に2回、16日に1回、エンターブレイン本社内ホール“WinPa”でイベントが行われた。

## 関連商品

### CD・DVD
今井麻美のSinger Song Gamer ボーナスステージ
2010年6月16日発売。花澤香菜、桐岡麻季との新規録り下ろしトーク、「STEINS;GATEラジオ　未来ガジェット電波局」の出張版、番組公式twitterを通じてリスナーに募集したテーマ・歌詞をもとに作られた番組オープニングテーマ「SPARKLE」が収録されている。
今井麻美のSinger Song Gamer スーパーボーナスステージ
2010年12月24日発売。今井麻美初のアルバム「COLOR SANCTUARY」の製作過程を追いかけたドキュメンタリー映像と、各所で自信アリと語る料理の腕前を実際に披露した映像を収録したDVDに、番組オープニングテーマ「SPARKLE」と、アルバム「COLOR SANCTUARY」収録曲のアレンジバージョンを収録したCDが同梱されている。
今井麻美のSinger Song Gamer Okinawa Stage
2011年6月15日発売。モヤモヤミンゴストークと名付けられた沖縄ロケに関するトークと野外収録、ミュージック・パズルのコーナーを通じて作られた「海と空と君と」が収録されている。さらに、ブックレットとDVDが付いており、沖縄で撮影した写真・映像が収録されている。
今井麻美のSinger Song Gamer はこねすてーじ
2012年3月7日発売。ゲストに原由実と山本彩乃を迎え、DVDには1泊2日の箱根ロケの様子が、CDにはモヤモヤミンゴストーク2と名付けられたトークと、ミュージック・パズルでタイトルが募集された番組エンディングテーマ「struggle」を収録している。略して"はこねす"と呼ばれる。
今井麻美のSSG アフィリア・サーガステージ ドキドキ疾風迅雷編/ワクワク天地創造編
2012年9月5日発売。ゲストにアフィリア・サーガ・イーストを迎え、「今井麻美のSSG アフィリア・サーガステージ ドキドキ疾風迅雷編」と「今井麻美のSSG アフィリア・サーガステージ ワクワク天地創造編」の2バージョン。ミュージック・パズルのコーナーを通じて作られた「散花の祈り」が収録されている。
今井麻美のSSG Singer Song Stage
2013年5月1日発売。今井麻美のSSG200回突破記念の特別CD。過去にSSGで制作された楽曲5曲と新曲「たからもの」が収録されたCDと、初回生産分封入特典には録り下ろしトークを収録したCDが同梱される。過去の「ボーナスステージ」シリーズが収納できる特製パッケージになっており、シリアルナンバー入りSSG会員証が封入される。